# Seiichirō Maki
Seiichirō Maki (巻 誠一郎?, Maki Seiichirō; Uki, 8 agosto 1980) è un ex calciatore giapponese, di ruolo attaccante.

## Biografia
Ha un fratello, Yūki Maki, anch'egli calciatore.

## Carriera

### Club
Cresciuto nelle file della Komazawa University, nel 2003 è passato allo JEF United, club militante in J.League Division 1. Ha militato nel club di Ichihara per sette stagioni e mezzo, totalizzando 269 presenze e 68 reti. Nel luglio 2010 si è trasferito all'Amkar Perm', club russo. Nel marzo 2011 ha firmato per lo Shenzhen Ruby, club cinese. Dopo appena 5 mesi in Cina, il 17 agosto 2011 è tornato in patria, firmando per il Tokyo Verdy. Dopo due stagioni e mezzo con il club kiotese, nel 2014 è passato al Roasso Kumamoto. Ha militato nel club rosso per cinque stagioni, totalizzando 174 presenze e 9 reti. Il 15 gennaio 2019 ha annunciato il proprio ritiro.

### Nazionale
Ha debuttato in Nazionale il 31 luglio 2005, in Corea del Nord-Giappone (1-0), subentrando a Yasuhito Endō al minuto 77. Ha messo a segno la sua prima rete con la maglia del Giappone il 10 febbraio 2006, nell'amichevole Stati Uniti-Giappone (3-2), siglando il gol del momentaneo 3-1 al minuto 60. Ha partecipato, con la selezione nipponica, ai Mondiali 2006, alla Coppa d'Asia 2007 ed alla Coppa dell'Asia orientale 2005. È sceso in campo, inoltre, nelle qualificazioni ai Mondiali 2010, nelle qualificazioni alla Coppa d'Asia 2007 ed alla Coppa d'Asia 2011. Ha totalizzato, con la maglia del Giappone, 38 presenze e 8 reti.

## Statistiche

### Presenze e reti nei club
| Stagione               | Squadra                | Campionato             | Campionato | Campionato | Coppe nazionali | Coppe nazionali | Coppe nazionali | Coppe continentali | Coppe continentali | Coppe continentali | Altre coppe | Altre coppe | Altre coppe | Totale | Totale | Totale |
| Stagione               | Squadra                | Comp                   | Pres       | Reti       | Comp            | Pres            | Reti            | Comp               | Pres               | Reti               | Comp        | Pres        | Reti        | Pres   | Reti   |        |
| ---------------------- | ---------------------- | ---------------------- | ---------- | ---------- | --------------- | --------------- | --------------- | ------------------ | ------------------ | ------------------ | ----------- | ----------- | ----------- | ------ | ------ | ------ |
| 2003                   | JEF United             | JLD1                   | 17         | 2          | JLC+CI          | 4+3             | 0+1             | -                  | -                  | -                  | -           | -           | -           | 24     | 3      |        |
| 2004                   | JEF United             | JLD1                   | 30         | 6          | JLC+CI          | 5+1             | 4+0             | -                  | -                  | -                  | -           | -           | -           | 36     | 10     |        |
| 2005                   | JEF United             | JLD1                   | 33         | 12         | JLC+CI          | 10+2            | 4+1             | -                  | -                  | -                  | -           | -           | -           | 45     | 17     |        |
| 2006                   | JEF United             | JLD1                   | 32         | 12         | JLC+CI          | 5+1             | 3+0             | -                  | -                  | -                  | -           | -           | -           | 38     | 15     |        |
| 2007                   | JEF United             | JLD1                   | 34         | 5          | JLC+CI          | 6+1             | 0+0             | -                  | -                  | -                  | -           | -           | -           | 41     | 5      |        |
| 2008                   | JEF United             | JLD1                   | 30         | 11         | JLC+CI          | 3+0             | 0+0             | -                  | -                  | -                  | -           | -           | -           | 33     | 11     |        |
| 2009                   | JEF United             | JLD1                   | 31         | 5          | JLC+CI          | 5+3             | 1+1             | -                  | -                  | -                  | -           | -           | -           | 39     | 7      |        |
| gen.-lug. 2010         | JEF United             | JLD2                   | 13         | 0          | CI              | 0               | 0               | -                  | -                  | -                  | -           | -           | -           | 13     | 0      |        |
| Totale JEF United      | Totale JEF United      | Totale JEF United      | 220        | 53         |                 | 49              | 15              |                    | -                  | -                  |             | -           | -           | 269    | 68     |        |
| lug.-dic. 2010         | Amkar Perm'            | PL                     | 9          | 0          | KR              | 0               | 0               | -                  | -                  | -                  | -           | -           | -           | 9      | 0      |        |
| mar.-ago. 2011         | Shenzhen Ruby          | CSL                    | 4          | 0          | CC              | 0               | 0               | -                  | -                  | -                  | -           | -           | -           | 4      | 0      |        |
| ago.-dic. 2011         | Tokyo Verdy            | JLD2                   | 14         | 3          | CI              | 2               | 0               | -                  | -                  | -                  | -           | -           | -           | 16     | 3      |        |
| 2012                   | Tokyo Verdy            | JLD2                   | 18         | 1          | CI              | 0               | 0               | -                  | -                  | -                  | -           | -           | -           | 18     | 1      |        |
| 2013                   | Tokyo Verdy            | JLD2                   | 19         | 3          | CI              | 2               | 2               | -                  | -                  | -                  | -           | -           | -           | 21     | 5      |        |
| Totale Tokyo Verdy     | Totale Tokyo Verdy     | Totale Tokyo Verdy     | 51         | 7          |                 | 4               | 2               |                    | -                  | -                  |             | -           | -           | 55     | 9      |        |
| 2014                   | Roasso Kumamoto        | JLD2                   | 38         | 2          | CI              | 1               | 0               | -                  | -                  | -                  | -           | -           | -           | 39     | 2      |        |
| 2015                   | Roasso Kumamoto        | J2                     | 39         | 3          | CI              | 2               | 0               | -                  | -                  | -                  | -           | -           | -           | 41     | 3      |        |
| 2016                   | Roasso Kumamoto        | J2                     | 35         | 0          | CI              | 0               | 0               | -                  | -                  | -                  | -           | -           | -           | 35     | 0      |        |
| 2017                   | Roasso Kumamoto        | J2                     | 30         | 3          | CI              | 2               | 0               | -                  | -                  | -                  | -           | -           | -           | 32     | 3      |        |
| 2018                   | Roasso Kumamoto        | J2                     | 25         | 1          | CI              | 2               | 0               | -                  | -                  | -                  | -           | -           | -           | 27     | 1      |        |
| Totale Roasso Kumamoto | Totale Roasso Kumamoto | Totale Roasso Kumamoto | 167        | 9          |                 | 7               | 0               |                    | -                  | -                  |             | -           | -           | 174    | 9      |        |
| Totale carriera        | Totale carriera        | Totale carriera        | 451        | 69         |                 | 60              | 17              |                    | -                  | -                  |             | -           | -           | 511    | 86     |        |

### Cronologia presenze e reti in nazionale
| Cronologia completa delle presenze e delle reti in nazionale ― Giappone | Cronologia completa delle presenze e delle reti in nazionale ― Giappone | Cronologia completa delle presenze e delle reti in nazionale ― Giappone | Cronologia completa delle presenze e delle reti in nazionale ― Giappone | Cronologia completa delle presenze e delle reti in nazionale ― Giappone | Cronologia completa delle presenze e delle reti in nazionale ― Giappone | Cronologia completa delle presenze e delle reti in nazionale ― Giappone | Cronologia completa delle presenze e delle reti in nazionale ― Giappone |
| Data                                                                    | Città                                                                   | In casa                                                                 | Risultato                                                               | Ospiti                                                                  | Competizione                                                            | Reti                                                                    | Note                                                                    |
| ----------------------------------------------------------------------- | ----------------------------------------------------------------------- | ----------------------------------------------------------------------- | ----------------------------------------------------------------------- | ----------------------------------------------------------------------- | ----------------------------------------------------------------------- | ----------------------------------------------------------------------- | ----------------------------------------------------------------------- |
| 31-7-2005                                                               | Daejeon                                                                 | Corea del Nord                                                          | 1 – 0                                                                   | Giappone                                                                | Coppa dell'Asia orientale 2005                                          | -                                                                       | 77’                                                                     |
| 3-8-2005                                                                | Daejeon                                                                 | Giappone                                                                | 2 – 2                                                                   | Cina                                                                    | Coppa dell'Asia orientale 2005                                          | -                                                                       | 66’                                                                     |
| 7-8-2005                                                                | Daegu                                                                   | Corea del Sud                                                           | 0 – 1                                                                   | Giappone                                                                | Coppa dell'Asia orientale 2005                                          | -                                                                       |                                                                         |
| 10-2-2006                                                               | San Francisco                                                           | Stati Uniti                                                             | 3 – 2                                                                   | Giappone                                                                | Amichevole                                                              | 1                                                                       | 46’                                                                     |
| 18-2-2006                                                               | Fukuroi                                                                 | Giappone                                                                | 2 – 0                                                                   | Finlandia                                                               | Amichevole                                                              | -                                                                       | 72’                                                                     |
| 22-2-2006                                                               | Nashville                                                               | Giappone                                                                | 6 – 0                                                                   | India                                                                   | Qual. Coppa d'Asia 2007                                                 | 1                                                                       | 76’                                                                     |
| 30-3-2006                                                               | Ōita                                                                    | Giappone                                                                | 1 – 0                                                                   | Ecuador                                                                 | Amichevole                                                              | -                                                                       | 76’                                                                     |
| 9-5-2006                                                                | Osaka                                                                   | Giappone                                                                | 1 – 2                                                                   | Bulgaria                                                                | Amichevole                                                              | 1                                                                       | 77’                                                                     |
| 13-5-2006                                                               | Saitama                                                                 | Giappone                                                                | 0 – 0                                                                   | Scozia                                                                  | Amichevole                                                              | -                                                                       | 62’                                                                     |
| 4-6-2006                                                                | Düsseldorf                                                              | Giappone                                                                | 1 – 0                                                                   | Malta                                                                   | Amichevole                                                              | -                                                                       | 69’                                                                     |
| 22-6-2006                                                               | Dortmund                                                                | Giappone                                                                | 1 – 4                                                                   | Brasile                                                                 | Mondiali 2006 - Gironi                                                  | -                                                                       | 60’                                                                     |
| 16-8-2006                                                               | Niigata                                                                 | Giappone                                                                | 2 – 0                                                                   | Yemen                                                                   | Qual. Coppa d'Asia 2007                                                 | -                                                                       |                                                                         |
| 3-9-2006                                                                | Gedda                                                                   | Arabia Saudita                                                          | 1 – 0                                                                   | Giappone                                                                | Qual. Coppa d'Asia 2007                                                 | -                                                                       | 74’                                                                     |
| 6-9-2006                                                                | Sana'a                                                                  | Yemen                                                                   | 0 – 1                                                                   | Giappone                                                                | Qual. Coppa d'Asia 2007                                                 | -                                                                       | 90+3’                                                                   |
| 4-10-2006                                                               | Nashville                                                               | Giappone                                                                | 0 – 1                                                                   | Ghana                                                                   | Amichevole                                                              | -                                                                       | 72’                                                                     |
| 11-10-2006                                                              | Bangalore                                                               | India                                                                   | 0 – 3                                                                   | Giappone                                                                | Qual. Coppa d'Asia 2007                                                 | -                                                                       | 65’                                                                     |
| 15-11-2006                                                              | Sapporo                                                                 | Giappone                                                                | 3 – 1                                                                   | Arabia Saudita                                                          | Qual. Coppa d'Asia 2007                                                 | -                                                                       | 87’                                                                     |
| 24-3-2007                                                               | Yokohama                                                                | Giappone                                                                | 2 – 0                                                                   | Perù                                                                    | Amichevole                                                              | 1                                                                       | 68’                                                                     |
| 1-6-2007                                                                | Fukuroi                                                                 | Giappone                                                                | 2 – 0                                                                   | Montenegro                                                              | Amichevole                                                              | -                                                                       | 81’                                                                     |
| 5-6-2007                                                                | Saitama                                                                 | Giappone                                                                | 0 – 0                                                                   | Colombia                                                                | Amichevole                                                              | -                                                                       | 80’                                                                     |
| 13-7-2007                                                               | Hanoi                                                                   | Emirati Arabi Uniti                                                     | 1 – 3                                                                   | Giappone                                                                | Coppa d'Asia 2007 - Gironi                                              | -                                                                       |                                                                         |
| 16-7-2007                                                               | Hanoi                                                                   | Vietnam                                                                 | 1 – 4                                                                   | Giappone                                                                | Coppa d'Asia 2007 - Gironi                                              | 2                                                                       | 68’                                                                     |
| 21-7-2007                                                               | Hanoi                                                                   | Giappone                                                                | 1 – 1 (4 - 3 dtr)                                                       | Australia                                                               | Coppa d'Asia 2007 - Quarti di finale                                    | -                                                                       | 102’                                                                    |
| 25-7-2007                                                               | Hanoi                                                                   | Giappone                                                                | 2 – 3                                                                   | Arabia Saudita                                                          | Coppa d'Asia 2007 - Semifinali                                          | -                                                                       | 68’                                                                     |
| 7-9-2007                                                                | Klagenfurt                                                              | Austria                                                                 | 0 – 0 (4 - 3 dtr)                                                       | Giappone                                                                | Amichevole                                                              | -                                                                       | 74’                                                                     |
| 11-9-2007                                                               | Klagenfurt                                                              | Svizzera                                                                | 3 – 4                                                                   | Giappone                                                                | Amichevole                                                              | 1                                                                       | 80’                                                                     |
| 26-1-2008                                                               | Tokyo                                                                   | Giappone                                                                | 0 – 0                                                                   | Cile                                                                    | Amichevole                                                              | -                                                                       | 80’                                                                     |
| 30-1-2008                                                               | Tokyo                                                                   | Giappone                                                                | 3 – 0                                                                   | Bosnia ed Erzegovina                                                    | Amichevole                                                              | -                                                                       | 33’                                                                     |
| 6-2-2008                                                                | Saitama                                                                 | Giappone                                                                | 4 – 1                                                                   | Thailandia                                                              | Qual. Mondiali 2010                                                     | 1                                                                       | 68’                                                                     |
| 26-3-2008                                                               | Riffa                                                                   | Bahrein                                                                 | 1 – 0                                                                   | Giappone                                                                | Qual. Mondiali 2010                                                     | -                                                                       |                                                                         |
| 27-5-2008                                                               | Saitama                                                                 | Giappone                                                                | 0 – 0                                                                   | Paraguay                                                                | Qual. Mondiali 2010                                                     | -                                                                       | 63’                                                                     |
| 2-6-2008                                                                | Yokohama                                                                | Giappone                                                                | 3 – 0                                                                   | Oman                                                                    | Qual. Mondiali 2010                                                     | -                                                                       | 79’                                                                     |
| 22-6-2008                                                               | Saitama                                                                 | Giappone                                                                | 1 – 0                                                                   | Bahrein                                                                 | Qual. Mondiali 2010                                                     | -                                                                       | 80’                                                                     |
| 9-10-2008                                                               | Niigata                                                                 | Giappone                                                                | 1 – 1                                                                   | Emirati Arabi Uniti                                                     | Amichevole                                                              | -                                                                       | 82’                                                                     |
| 13-11-2008                                                              | Kobe                                                                    | Giappone                                                                | 3 – 1                                                                   | Siria                                                                   | Amichevole                                                              | -                                                                       | 68’                                                                     |
| 20-1-2009                                                               | Kumamoto                                                                | Giappone                                                                | 2 – 1                                                                   | Yemen                                                                   | Qual. Coppa d'Asia 2011                                                 | -                                                                       | 60’                                                                     |
| 28-1-2009                                                               | Riffa                                                                   | Bahrein                                                                 | 1 – 0                                                                   | Giappone                                                                | Qual. Coppa d'Asia 2011                                                 | -                                                                       | 82’                                                                     |
| 4-2-2009                                                                | Tokyo                                                                   | Giappone                                                                | 5 – 1                                                                   | Finlandia                                                               | Amichevole                                                              | -                                                                       | 84’                                                                     |
| Totale                                                                  |                                                                         | Presenze                                                                | 38                                                                      |                                                                         | Reti                                                                    | 8                                                                       |                                                                         |